# جويل سانتوني
جويل سانتوني (بالفرنسية: Joël Santoni)‏ هو كاتب سيناريو ومخرج فرنسي، ولد في 5 نوفمبر 1943 في فاس في المغرب، وتوفي في 19 أبريل 2018.

## وصلات خارجية
- جويل سانتوني على موقع IMDb (الإنجليزية)
- جويل سانتوني على موقع ألو سيني (الفرنسية)
- جويل سانتوني على موقع ميوزك برينز (الإنجليزية)
- جويل سانتوني على موقع أول موفي (الإنجليزية)
- جويل سانتوني على موقع قاعدة بيانات الفيلم (الإنجليزية)
- جويل سانتوني على موقع كينوبويسك (الروسية)